# Grumman C-2 Greyhound
Grumman C-2 Greyhound je dvomotorno turbopropelersko palubno transportno letalo. Uporablja ga Ameriška mornarica za t. i. "COD" operacije (Carrier Onboard Delivery) - dostavo tovora in osebja na letalonosilke. Večinoma se uporablja za pomembne tovore, lahko pa prevaža tudi potnike, pošto, orožje, motorje, paciente na nosilih in drugo. Tovorna kapaciteta je 4500 kg, osebje in tovor lahko odvrže tudi s padali. C-2 je nadomestil batnega Grumman C-1 Trader.
C-2 je bil razvit na podlagi letečega radarja Northrop Grumman E-2 Hawkeye, ima pa C-2 širši trup. Prototip je prvič poletel leta 1964, proizvodnja se je začela naslednje leto.
Poganjata ga dva močna turbopropa Allison T56. Na repu letala ima tovorno rampo za lažje natovarjanje in raztovarjanje. Krila se lahko zložijo, tako da zaseda manj prostora na letalonosilki. 
Posebnost letala so štirje vertikalni stabilizatorji, to konfiguracijo so izbrali, ker bi bil en stabilizator previsok. Zunanji stabilizatorji se nahajajo za propelerji, zato lahko smerno krmilo deluje efektivno tudi pri manjših hitrostih.
Originalna življenjska doba je bil 10000 ur ali 15000 pristankov na letalonosilko, potem so z modifikicajo to podaljšali na 15000 ur ali 36000 pristankov. Tako bodo letala ostala v uporabi do leta 2027.

## Tehnične specifikacije
Podatki iz U.S. Navy
Splošne karakteristike
- Posadka: 2 pilota, 2 drugo
- Število sedežev: 26 potnikov
- Tovor: 10000 lb (4536 kg)
- Dolžina: 56 ft 10 in (17,30 m)
- Razpon kril: 80 ft 7 in (24,60 m)
- Višina: 15 ft 10½ in (4,85 m)
- Površina kril: 700 ft² (65 m²)
- Teža praznega letala: 33746 lb (15310 kg)
- Naložena teža: 49394 lb (22405 kg)
- Uporaben tovor: 20608 lb (9350 kg)
- Maks. vzletna teža: 60000 lb (24655 kg)
- Pogon letala: 2 ×  turbopropa Allison T56-A-425, 4600 KM (3400 kW)  vsak

 Zmogljivost 
- Maks. hitrost: 343 vozlov (394 mph, 635 km/h) at 12000 ft (3660 m)
- Potovalna hitrost: 251 vozlov (289 mph, 465 km/h) na 28700 ft (8750 m)
- Hitrost porušitve vzgona: 82 vozlov (94 mph, 152 km/h)
- Doseg: 1300 nm (1496 mi, 2400 km)
- Višina leta: 33500 ft (10210 m)
- Hitrost vzpenjanja: 3700 ft/min (na nivoju morja) (13,3 m/s)
- Obremenitev kril: 77,6 lb/ft² (378,9 kg/m²)